# Io canto (prima edizione)
La prima edizione del talent show musicale Io canto è andata in onda ogni sabato in prima serata su Canale 5 dal 9 gennaio al 20 marzo 2010 per dieci puntate con la conduzione di Gerry Scotti.
La giuria era composta da Claudio Cecchetto e Katia Ricciarelli, mentre i giurati d'eccezione erano Gloria Guida, Claudio Amendola, Iva Zanicchi, Ornella Muti, Silvia Toffanin, Alef, Johnny Dorelli, Ron, Maria Amelia Monti, Fausto Leali, Federica Panicucci, Giancarlo Fisichella, Michele Placido, Raffaella Carrà, Edwige Fenech, David Foster, Gemelle Kessler, Massimo Boldi e Paola Perego.
L'edizione si è conclusa con la vittoria di Cristian Imparato.

## Descrizione
L'obiettivo del programma resta quello di eleggere la voce più promettente tra bambini e ragazzi di età compresa tra i 7 e i 16 anni con una sfida a squadre (costituite da cantanti) in cui la musica, però, resta la protagonista assoluta. 

### Studio
Il programma veniva trasmesso in diretta presso lo studio 20 del Centro di produzione Mediaset di Cologno Monzese (Milano).

## Cast

### Cantanti
L'età dei concorrenti si riferisce al momento nell'ingresso del programma.
     Vincitore
| Concorrente                    | Età     | Luogo di nascita          |
| ------------------------------ | ------- | ------------------------- |
| Giuseppe Ligarò                | 7 anni  | Torino                    |
| Sara Musella                   | 7 anni  | Casoria (NA)              |
| Liudmilla Loglisci             | 8 anni  | Fiumana (FC)              |
| Davide Caci                    | 9 anni  | Busto Arsizio (VA)        |
| Fidalma Intini                 | 9 anni  | Alberobello (BA)          |
| Alessandro La Cava             | 9 anni  | Artena (RM)               |
| Valeria Marraffa               | 9 anni  | Taranto                   |
| Shania Kathapurmall            | 10 anni | Milano                    |
| Domiziana Scarano              | 10 anni | Monza                     |
| Mattia Lucchesi                | 11 anni | Acireale (CT)             |
| Dalia Di Prima                 | 11 anni | Caltanissetta             |
| Chiara Sapienza                | 11 anni | Mascalucia (CT)           |
| Virgilia Siddi                 | 11 anni | Tertenia (NU)             |
| Roberta Spampinato             | 11 anni | Acireale (CT)             |
| Francesco Botti                | 12 anni | Roma                      |
| Mirco Pio Coniglio             | 12 anni | Bivongi (RC)              |
| Simone Frulio                  | 12 anni | Opera (MI)                |
| Francesco Pugliese             | 12 anni | Vibo Valentia             |
| Karima Trombetta               | 12 anni | Cerveteri (RM)            |
| Benedetta Caretta              | 13 anni | Carmignano di Brenta (PD) |
| Vito Fasano                    | 13 anni | Carovigno (BR)            |
| Francesca Manetti              | 13 anni | Roma                      |
| Silvia Messina                 | 13 anni | Favara (AG)               |
| Linda Napoli                   | 13 anni | Menfi (AG)                |
| Mattia Rossi                   | 13 anni | Pieve Vergonte (VB)       |
| Vincenzo Sansone               | 13 anni | Agrigento                 |
| Stefania Tesoro                | 13 anni | Adelfia (BA)              |
| Francesca Venier               | 13 anni | Roma                      |
| Valeria Barbaro                | 14 anni | Palermo                   |
| Naomi Bonì                     | 14 anni | Vittoria (RG)             |
| Ilenia Gironimo                | 14 anni | Martina Franca (TA)       |
| Cristian Imparato              | 14 anni | Palermo                   |
| Roberto Tramutola              | 14 anni | Potenza                   |
| Gabriella Aruanno              | 15 anni | Bisceglie (BT)            |
| Paola Gruppuso                 | 15 anni | Alcamo (TP)               |
| Michele Ferrauto               | 15 anni | Borgo Velino (RI)         |
| Paolo Salatino                 | 15 anni | Caltagirone (CT)          |
| Marco Volpe                    | 15 anni | Fano (PU)                 |
| Zendryll Anne Asuncion Lagrana | 15 anni | Milano                    |
| Domenico Zappavigna            | 16 anni | Buttapietra (VR)          |

## Ospiti
Alle varie puntate hanno presenziato vari personaggi del mondo della musica, che hanno duettato con alcuni ragazzi:

### Prima puntata
- Francesco Renga, che ha cantato: Angelo con Roberto Tramutola Io che non vivo (senza te) con Francesca Manetti e Uomo senza età con Mirco Pio Coniglio.
- Marco Carta, che ha cantato: Dentro ad ogni brivido con Davide Caci, Alessandro La Cava e Karima Trombetta e La forza mia con Virgilia Siddi e Karima Trombetta.
- Al Bano, che ha cantato: Oggi sposi con Stefania Tesoro, Nel sole con Vito Fasano e L'amore è sempre amore con Michele Ferrauto.
- Karima, che ha cantato: Un domani per noi due con Francesca Manetti e Benedetta Caretta.

### Seconda puntata
- Raf, che ha cantato: Cosa resterà degli anni '80 con Francesco Pugliese, Due con Shania Katapurmal, Ti pretendo con Fidalma Intini e Per tutto il tempo con Roberto Tramutola.
- Alex Britti, che ha cantato: La vasca con Davide Caci, Solo una volta (o tutta la vita) con Chiara Sapienza e Liudmila Loglisci e Oggi sono io con Cristian Imparato.
- Bianca Ryan che ha cantato: I Believe I Can Fly con Sara Musella e Fidalma Intini e When You Believe con Benedetta Carretta e Francesca Manetti.

### Terza puntata
- Charice Pempengco, che ha cantato: Listen ed Adagio con Cristian Imparato.
- Alexia, che ha cantato: Dimmi come con Fidalma Intini, Ti amo ti amo con le Tipine Fini e Come tu mi vuoi con Cristian Imparato e Dalia Di Prima.

### Quarta puntata
- Johnny Dorelli, che ha cantato: Lettera a Pinocchio con Sara Musella, Arriva la bomba con Francesco Botti, e Aggiungi un posto a tavola con l'intero cast dei ragazzi
- Ron, che ha cantato: Vorrei incontrarti fra cent'anni con Benedetta Caretta e Non abbiamo bisogno di parole con Roberto Tramutola e Benedetta Caretta
- Zero Assoluto, che hanno cantato: Svegliarsi la mattina con Simone Frulio e Vito Fasano e Per dimenticare con Mattia Lucchesi, Alessandro La Cava e Davide Caci

### Quinta puntata
- Alessandra Amoroso, che ha cantato: Estranei a partire da ieri con Ilenia Di Gironimo, Stupida con Sara Musella, Immobile con Chiara Sapienza e Senza nuvole con Zendryll Lagrana.
- Fausto Leali, che ha cantato: Ti lascerò con Stefania Tesoro e Io amo con Francesco Pugliese.
- Mario Biondi, che ha cantato: Be Lonely con Cristian Imparato e What a Wonderful World con Davide Caci e Mattia Lucchesi.

### Sesta puntata
- Claudio Baglioni, che ha cantato: La vita è adesso con Cristian Imparato, Sara Musella, Francesco Pugliese, Sabato pomeriggio con Francesco Botti, Alessandro La Cava, Cristian Imparato, E tu con Sara Musella, Cristian Imparato, Alessandro La Cava, Francesco Pugliese, Strada facendo con tutti, Mille giorni di te e di me con Cristian Imparato e Niente più solo.
- Michele Zarrillo, che ha cantato: Cinque giorni con Simone Frulio, Domenico Zampavigna, Una rosa blu con Cristian Imparato e La notte dei pensieri con Francesco Botti e Mirco Pio Coniglio.

### Settima puntata
- Malika Ayane, che ha cantato: Feeling Better con Sara Musella e Liudmilla Loglisci e Ricomincio da qui con Cristian Imparato e Francesca Manetti.
- Raffaella Carrà, che ha cantato: Ma che sera con Fidalma Intini Tanti auguri con le Tipine Fine e Sara Musella, Ballo ballo con le Tipine Fine, Liudmilla Loglisci, Fidalma Intini e Sara Musella, Rumore con tutti, Io non vivo senza te con Cristian Imparato e Benedetta Caretta, Pedro con Sara Musella e Ma che musica maestro con tutti.
- Nicolas Bonazzi, che ha cantato Dirsi che è normale con Cristian Imparato.

### Ottava puntata
- Elisa, che ha cantato: Luce con Sara Musella, Ti vorrei sollevare con Benedetta Caretta e Anche se non trovi le parole con Gabriella Aruanno, Chiara Sapienza e Francesca Manetti.
- Renato Zero, che ha cantato: Più su con Davide Caci, Morire qui con Francesco Pugliese, I migliori anni della nostra vita con Francesco Pugliese, Sara Musella e tutti, Il cielo con Davide Caci, Zendryll Lagrana, Simone Frulio e Roberto Tramutola, Spiagge con Zendryll Lagrana e tutti, I figli della topa e Muoviti solo.
- David Foster che ha suonato con il pianoforte: Tell Him cantata da Zendryll Lagrana e Benedetta Caretta, Crazy Little Thing Called Love cantata da Davide Caci e I Have Nothing cantata da Cristian Imparato.

### Nona puntata
- Arisa, che ha cantato: Sincerità con Liudmilla Loglisci, Malamorenò con le Tipine Fini, Liudmilla Loglisci e Davide Caci.
- Gemelle Kessler, che hanno cantato: Dadaumpa con Sara Musella e Fidalma Intini, La notte è piccola con Sara Musella e Liudmilla Loglisci e Quelli belli come noi con il gruppo di bambini al completo.
- Irene Fornaciari con i Nomadi, che hanno cantato: Il mondo piange con Stefania Tesoro e Paola Gruppuso.
- I Nomadi, che hanno cantato: Io vagabondo con Davide Caci.

### Decima puntata
- Lara Fabian, che ha cantato: Adagio con Cristian Imparato e Perdere l'amore con Mirco Pio Coniglio.
- Irene Grandi, che ha cantato: La tua ragazza sempre con Ilenia Gironimo, La cometa di Halley con Stefania Tesoro, Roberta Spampinato e Paola Gruppuso.
- Katherine Jenkins, che ha cantato: Con te partirò con Mattia Rossi, Bring me to life con Benedetta Caretta.
- La bella e la bestia, che hanno cantato: Stia con noi con tutti, È una storia sai soli.
- Mattia De Luca, che ha cantato: Change con Marco Volpe e Vincenzo Sansone.

## La giuria di qualità
La giuria di qualità della prima edizione è formata dai due elementi fissi Claudio Cecchetto e Katia Ricciarelli a cui, nelle diverse puntate, si sono aggiunti:
- Nella prima puntata: Claudio Amendola ed Ornella Muti
- Nella seconda puntata: Iva Zanicchi e Silvia Toffanin
- Nella terza puntata: Iva Zanicchi e Afef
- Nella quarta puntata: Johnny Dorelli, Gloria Guida e Ron
- Nella quinta puntata: Iva Zanicchi e Fausto Leali
- Nella sesta puntata: Maria Amelia Monti e Federica Panicucci
- Nella settima puntata: Giancarlo Fisichella, Michele Placido e Raffaella Carrà
- Nell'ottava puntata: Edvige Fenech e David Foster
- Nella nona puntata: le Gemelle Kessler
- Nella decima puntata: Massimo Boldi e Paola Perego.

## Le canzoni premiate dal pubblico
- Prima puntata: My Heart Will Go On di Céline Dion, cantata da Benedetta Caretta
- Seconda puntata: Come saprei di Giorgia, cantata da Cristian Imparato
- Terza puntata: Caruso di Lucio Dalla, cantata da Cristian Imparato
- Quarta puntata: E penso a te di Lucio Battisti, cantata da Cristian Imparato
- Quinta puntata: Ancora di Eduardo De Crescenzo, cantata da Cristian Imparato
- Sesta puntata: Theme from New York, New York di Liza Minnelli, cantata da Cristian Imparato
- Settima puntata: Almeno tu nell'universo di Mia Martini, cantata da Cristian Imparato
- Ottava puntata: One Moment in Time di Whitney Houston, cantata da Cristian Imparato

I ragazzi premiati dal pubblico (Benedetta Caretta e Cristian Imparato), sono stati ammessi direttamente alla finale.

## I ragazzi premiati dalla giuria di qualità
- Prima puntata: Cristian Imparato con la canzone Adagio di Lara Fabian.
- Seconda puntata: Fidalma Intini con la canzone Respect di Aretha Franklin.
- Terza Puntata: premio ex aequo a Francesca Manetti con la canzone Nessuno al mondo di Peppino Di Capri, ed a Mirco Pio Coniglio con la canzone Perdere l'amore di Massimo Ranieri.
- Quarta puntata: premio ex aequo a Mattia Rossi con la canzone Il mare calmo della sera di Andrea Bocelli, e a Sara Musella con la canzone La voce del silenzio di Mina.
- Quinta puntata: premio ex aequo a Michele Ferrauto e Dalia Di Prima con la canzone Un amore così grande di Guido Maria Ferilli, e a Zendryll Lagrana con la canzone Greatest Love of All di Whitney Houston.
- Sesta puntata: premio ex aequo a Francesco Pugliese con la canzone Margherita di Riccardo Cocciante, e ad Alessandro La Cava con la canzone You Never Can Tell di Chuck Berry
- Settima puntata: premio ex aequo a Liudmila Loglisci e Davide Caci con la canzone Quando dico che ti amo di Tony Renis, ed a Fidalma Intini con la canzone Proud Mary dei Creedence Clearwater Revival.
- Ottava puntata: premio ex aequo a Linda Napoli e Chiara Sapienza con la canzone Destinazione Paradiso di Gianluca Grignani, ed a Mattia Rossi con la canzone Mamma di Beniamino Gigli.

I ragazzi premiati dalla giuria di qualità sono stati ammessi alla semifinale. Di questi, cinque (Sara Musella, Dalia Di Prima e Michele Ferrauto, Mattia Rossi e Francesco Pugliese) sono giunti in finale. A loro si sono aggiunti Cristian Imparato e Benedetta Caretta, già qualificati dal pubblico.
Finale il vincitore è Cristian Imparato.

## Ascolti
| Puntata    | Messa in onda    | Telespettatori | Share  | Fonte  |
| ---------- | ---------------- | -------------- | ------ | ------ |
| 1          | 9 gennaio 2010   | 4 980 000      | 21,27% | [ 3 ]  |
| 2          | 16 gennaio 2010  | 5 189 000      | 23,19% | [ 4 ]  |
| 3          | 23 gennaio 2010  | 5 349 000      | 23,14% | [ 5 ]  |
| 4          | 30 gennaio 2010  | 5 930 000      | 26,18% | [ 6 ]  |
| 5          | 6 febbraio 2010  | 5 919 000      | 25,45% | [ 7 ]  |
| 6          | 13 febbraio 2010 | 6 111 000      | 26,98% | [ 8 ]  |
| 7          | 27 febbraio 2010 | 5 839 000      | 25,55% | [ 9 ]  |
| 8          | 6 marzo 2010     | 5 593 000      | 24,87% | [ 10 ] |
| Semifinale | 13 marzo 2010    | 5 300 000      | 23,45% | [ 11 ] |
| Finale     | 20 marzo 2010    | 5 103 000      | 24,72% | [ 12 ] |
| Media      | Media            | 5 538 000      | 24,48% |        |